# Закуска

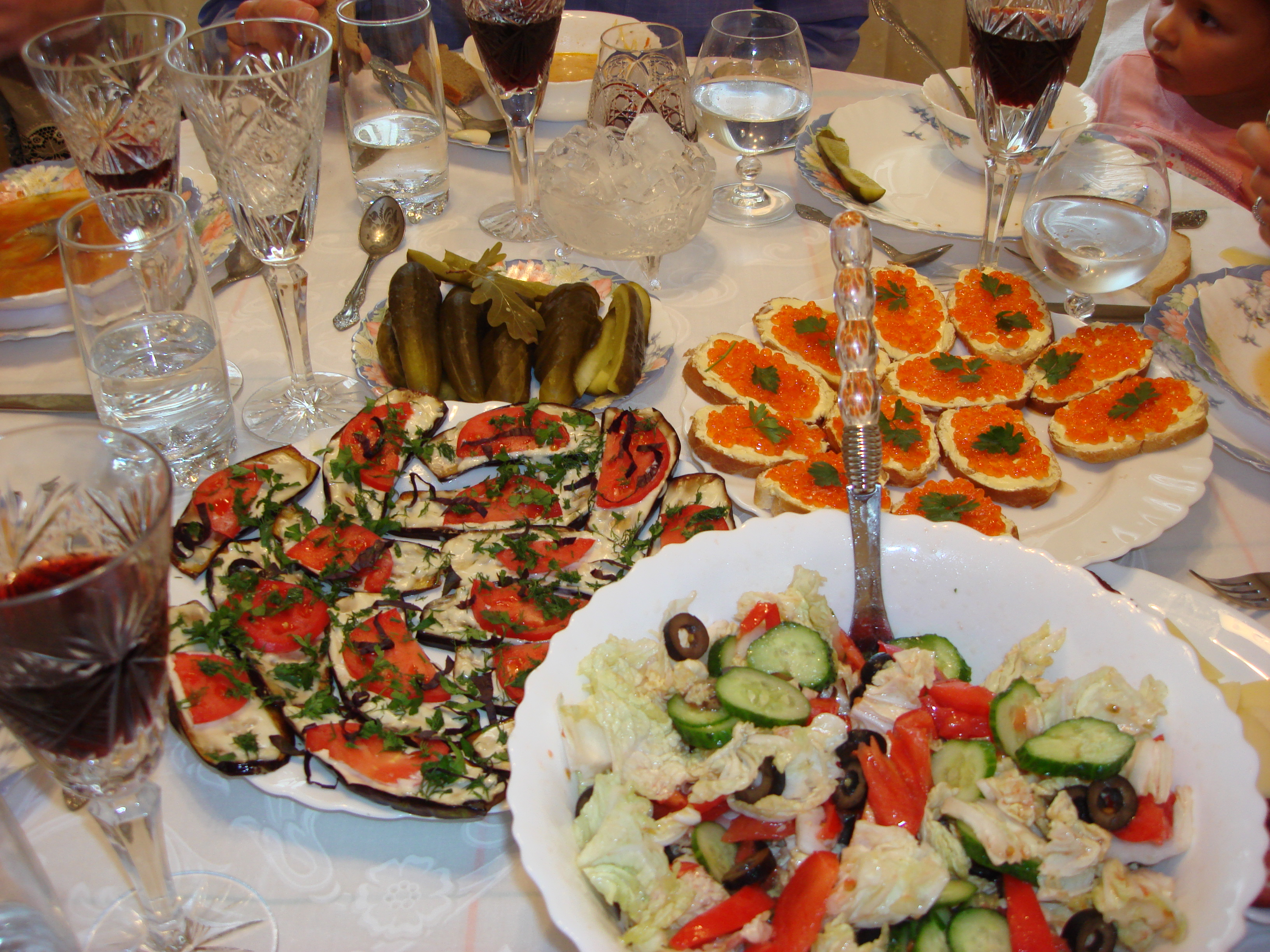
Русские праздничные закуски

Заку́ска — небольшое по объёму преимущественно холодное блюдо первой подачи, обычно с пикантным вкусом и особым привлекательным оформлением, чтобы возбудить аппетит перед основными блюдами. Для приготовления закусок используются самые разнообразные продукты, которые комбинируют по составу, вкусовым особенностям, способам выкладки, оформления и цветового сочетания. Закусками также называют блюда, подаваемые для заедания алкогольных напитков. В международной кулинарной терминологии русское слово «закуски» в написании sakuski, zakuski, zakouski применяется для русских закусок, сервированных на специальном закусочном столе.
К повседневному столу обычно подают один-два вида закусок, для праздничных обедов характерно большее разнообразие. Праздничный ужин может целиком состоять из закусок. Совокупность закусочных блюд и изделий, имеющих в холодном виде наилучшие гастрономические качества, называется холодным столом. Горячие закуски готовят как вторые блюда, но в более пряном исполнении, продукты для них нарезают мельче обычного, их сервируют меньшими порциями, часто непосредственно в той же порционной посуде, в которой они готовились. Закуска, подаваемая в кокотнице, называется кокот, а в кокильнице — кокиль.
Помимо дифференциации на холодные и горячие, в гастрономии по основному ингредиенту выделяют три основных типа закусок: овощные, мясные и рыбные. В зависимости от количества исходных продуктов закуски подразделяются на простые, из одного гастрономического продукта, или сложные, комбинации нескольких. По форме подачи закуски можно выделить открытые и закрытые бутерброды, сэндвичи, канапе, тартинки, тарталетки, волованы, пирожки, салаты и паштеты.

## Закуски в национальных кухнях

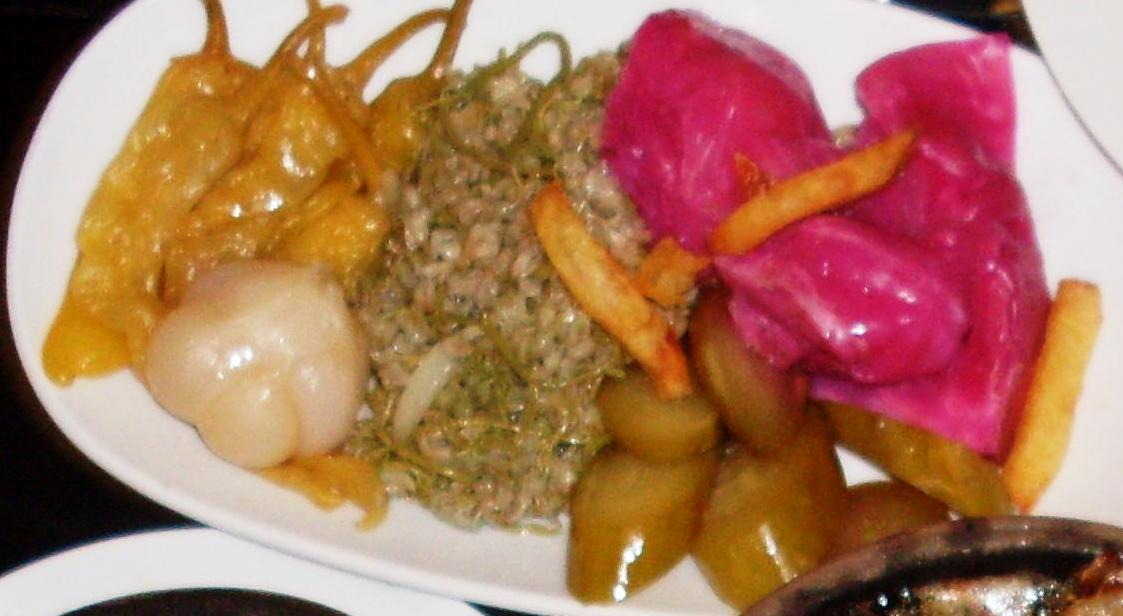
Грузинские разносолы мжавеули

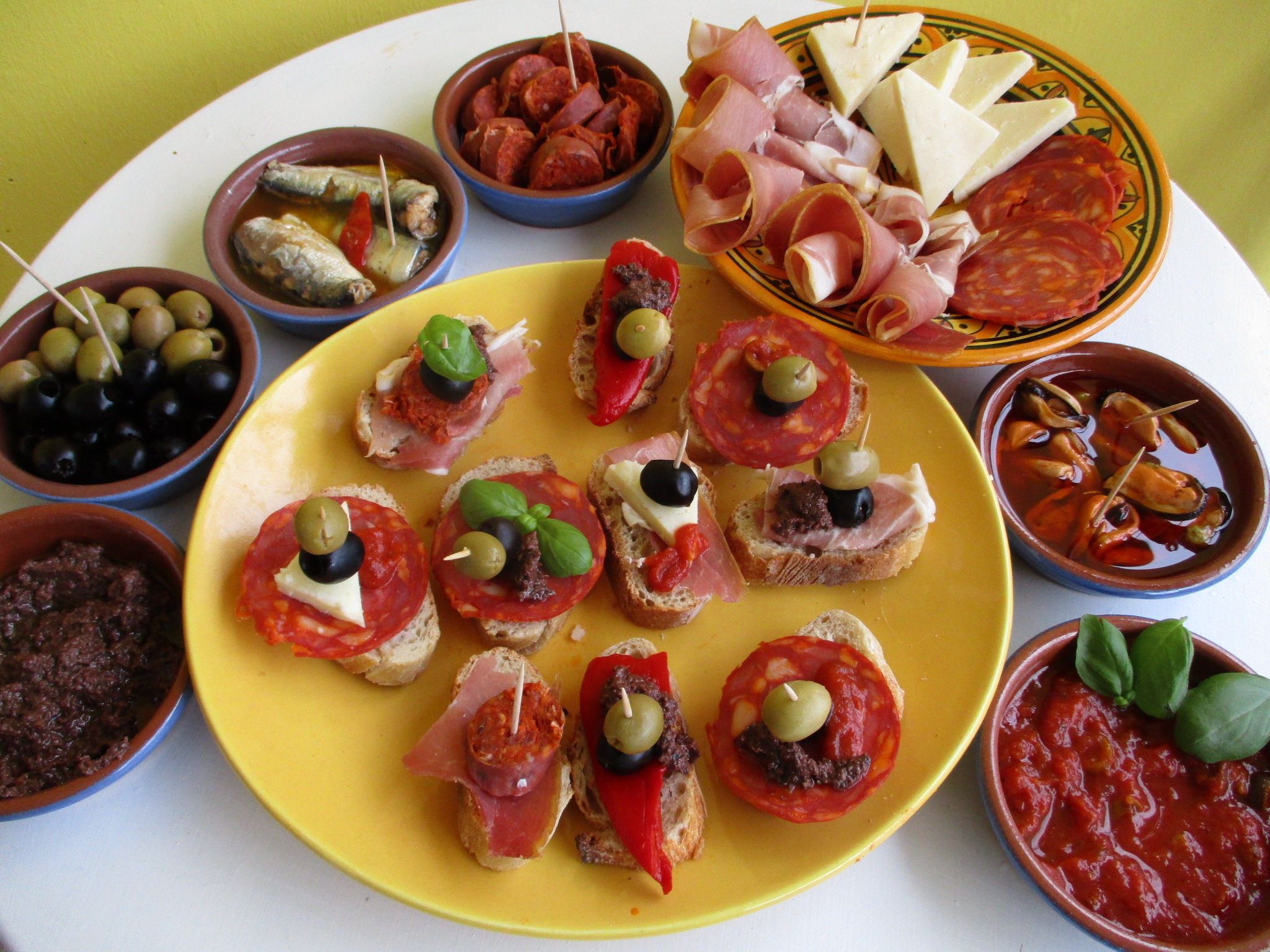
Испанские тапас

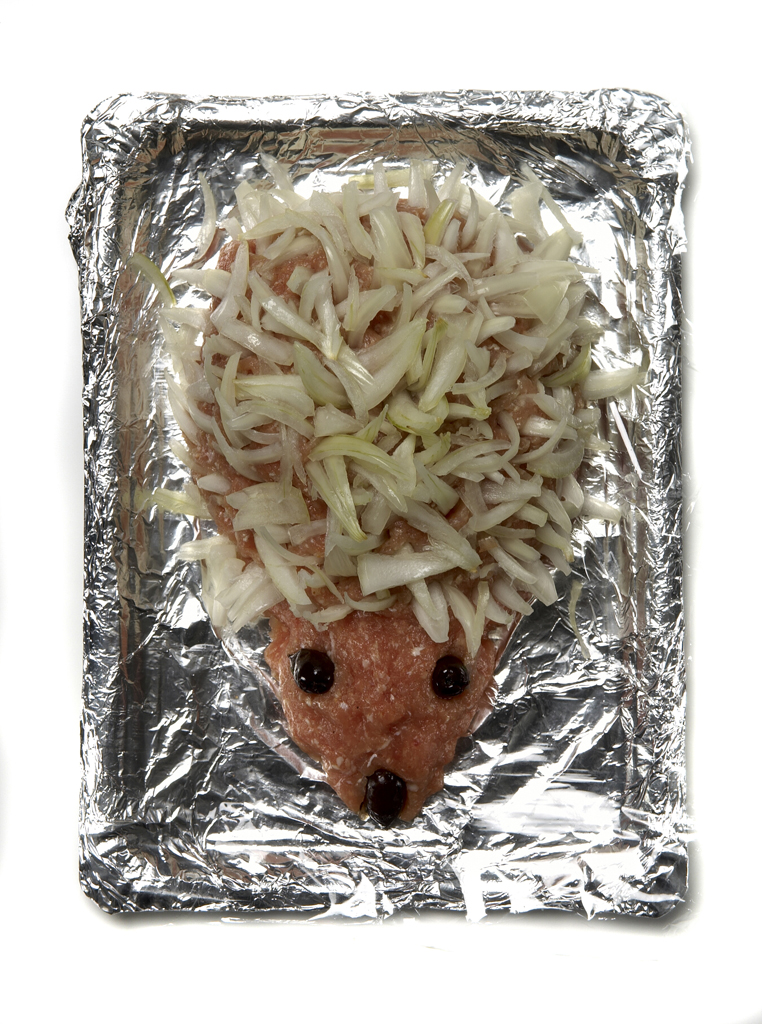
Немецкий ёжик из метта

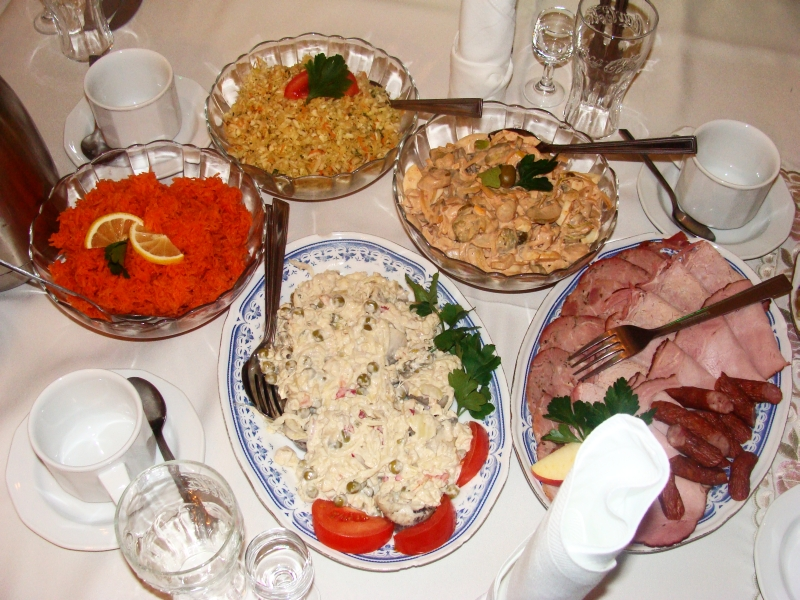
Польские закуски

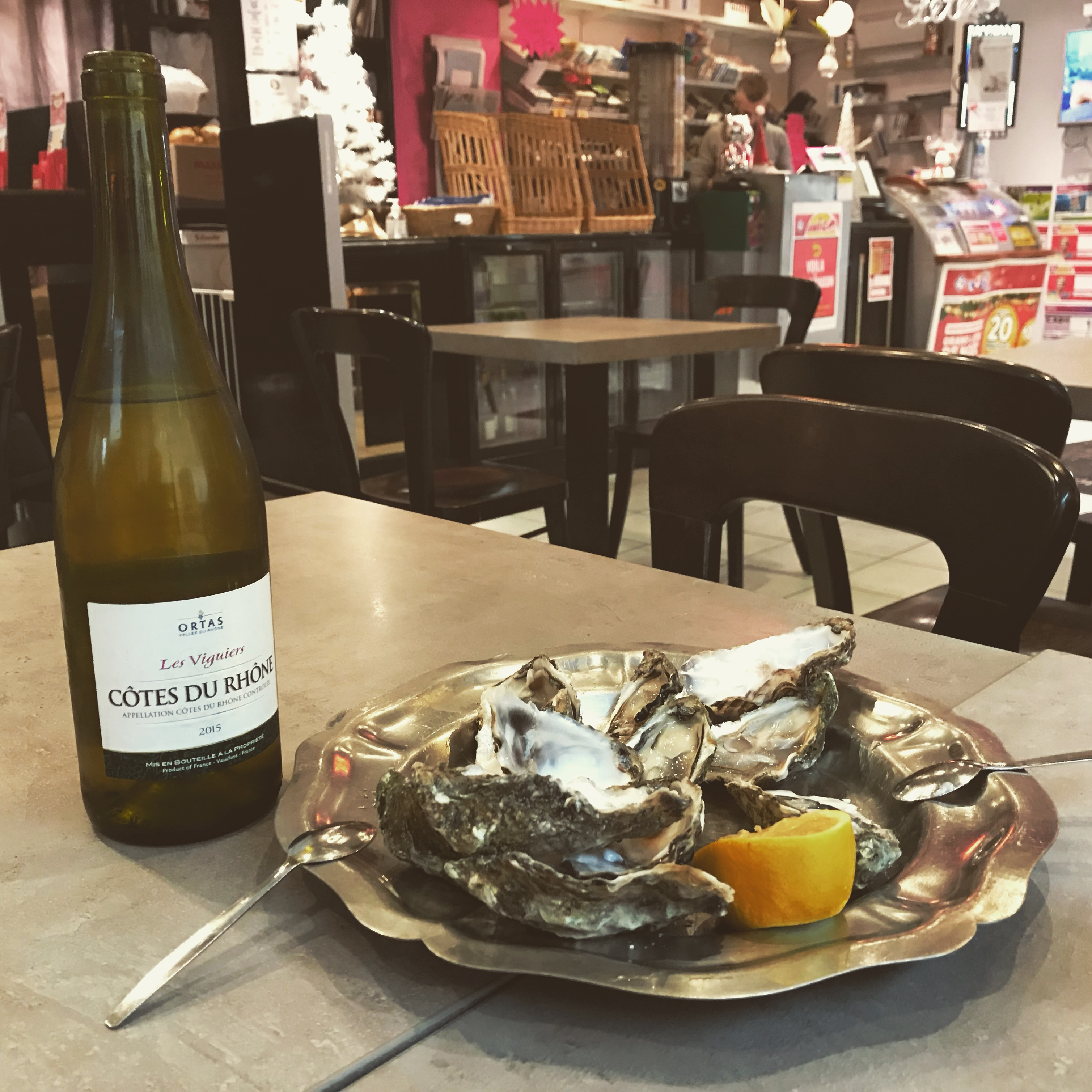
Устрицы к белому вину

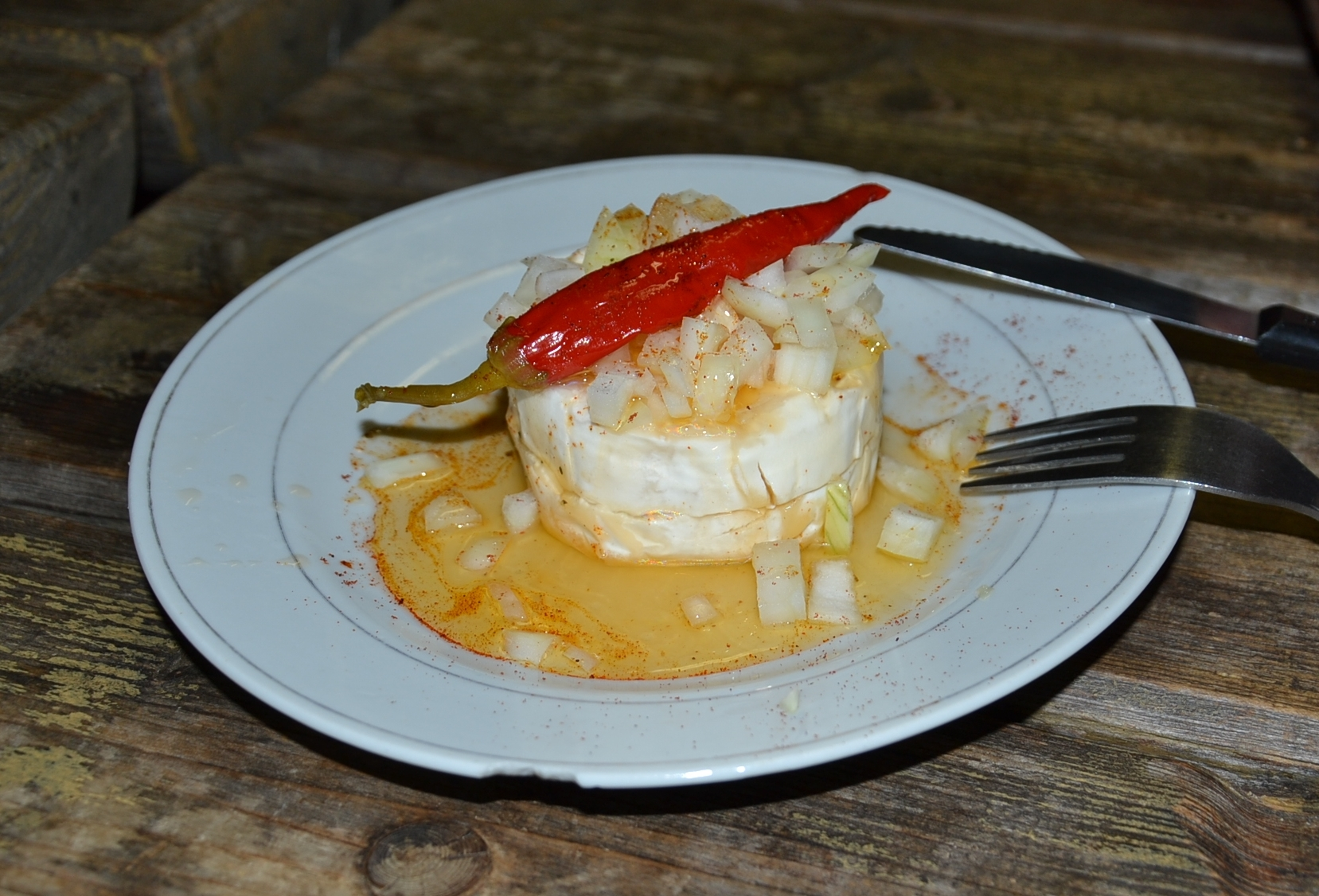
Чешский маринованный гермелин

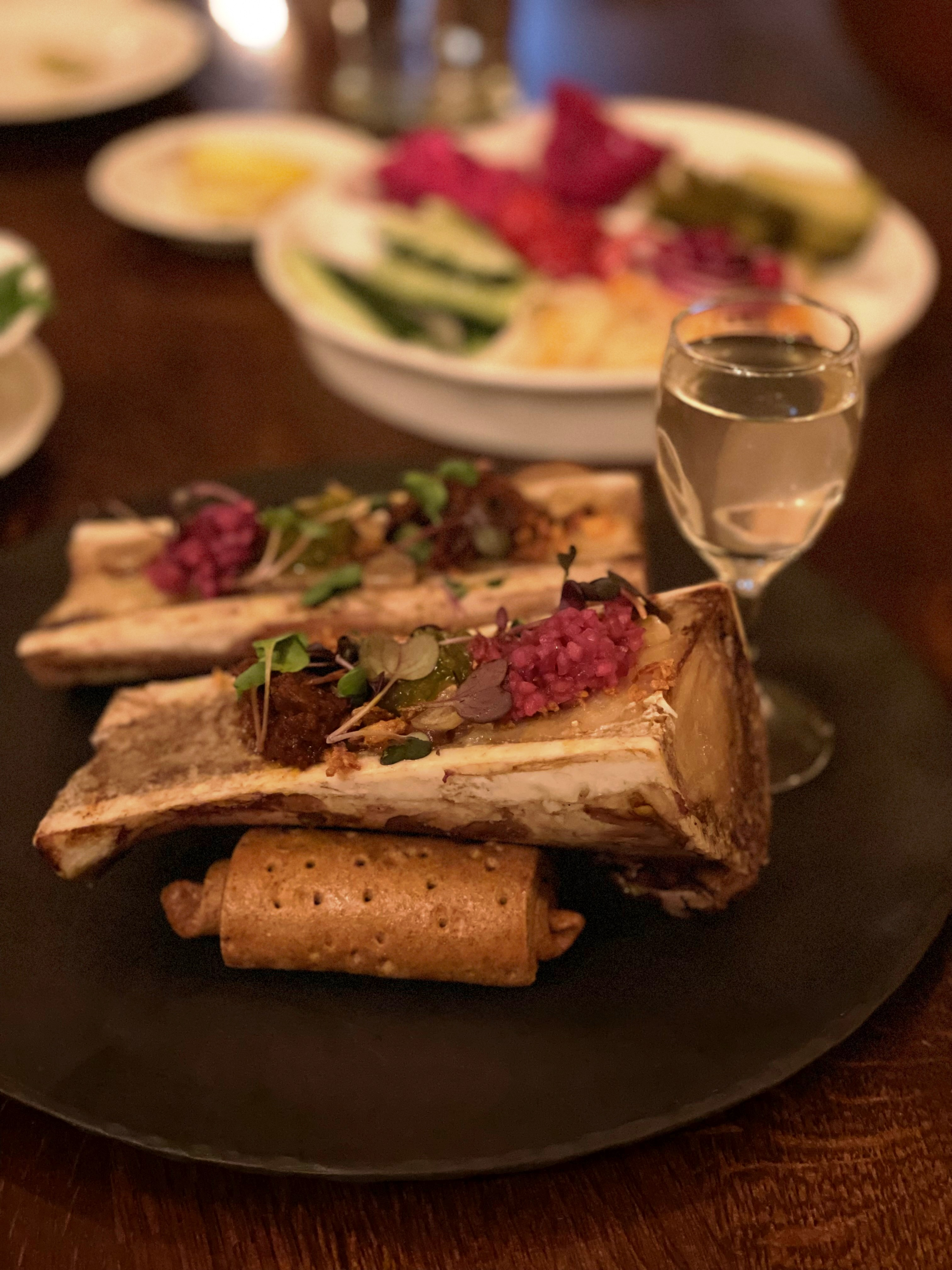
Костный мозг, поданный на закуску к водке в ресторане русской кухни

### Армянская кухня
Для приготовления холодных закусок в армянской кухне широко используются овощи, а также культивированная и дикорастущая зелень. Бохи, черемша, майоран и сельдерей подают к столу также маринованными и квашеными. Мясные закуски, в основном из говядины и баранины, отличаются особой остротой и ароматом, их заправляют чесноком, перцем, мацуном, пряной зеленью, орехами и сметаной. Среди мясных закусок получили известность бастурма, суджух и толма.

### Болгарская кухня
Закусочный стол в болгарской кухне состоит преимущественно из овощных салатов, которые готовят как из сырых, так и отварных и запечённых овощей. Салаты заправляют растительным маслом, сметаной и майонезом, часто приправляют чесноком, а иногда — сахаром. Рецепты болгарских салатов известны под региональными названиями: шопский, дунайский, панагюрский.

### Грузинская кухня
Закуски в грузинской кухне — всегда полновесные и разнообразные блюда, которыми по традиции заставляют стол так, чтобы «ореху негде было упасть», и они не покидают стол до окончания трапезы. В качестве закуски на стол в Грузии часто подают отварную рыбу, мясо и субпродукты с разнообразными острыми приправами Среди овощных закусок на грузинском столе обязательно присутствуют свежие овощи и зелень, хотя в Грузии для мжавеули на закуску солят и квасят практически всё, начиная от капусты, квашенной по-гурийски со свёклой, и до баклажанов и белых бутонов экзотической стафилеи «джонджоли», похожих по вкусу на средиземноморские каперсы. Грузинские закуски часто заправляют пряностями, сырой зеленью, грецкими орехами, гранатовыми зёрнышками и гранатовым соком, отдельно к ним подают острые соусы. Наиболее известные грузинские холодные закуски — зелёное лобио из стручковой фасоли и красное — из отварной красной, пхали со шпинатом, рагу из баклажанов аджапсандали и местный холодец мужужи и кукурузная лепёшка мчади. Наиболее известная горячая закуска в Грузии — кучмачи из куриных желудочков или других субпродуктов с ореховым соусом.

### Испанская кухня
Маленькие закуски к пиву и вину тапас и их баскский вариант пинчо — неотъемлемый элемент испанской гастрономической культуры. Аперитивом по-испански называют скорее закуску для возбуждения аппетита перед основной трапезой, сопровождающую алкогольный напиток. Тапасами могут быть оливки, солёный миндаль, хамон или чоризо с пикос, но и мини-порции самых разнообразных испанских холодных блюд. Самые известные аперитивы — «гильда», мидии на пару, маринованные сардины, жаренные в масле грибы, маленькие круглые котлетки-крокеты, жареные колечки кальмаров и требуха. Время для посещения испанских таверн и тапас-баров в Испании — с семи до девяти вечера перед традиционно поздним испанским ужином. Для потребления пищи в маленьких закусочных порциях в испанском языке имеются характерные глаголы «клевать» — исп. picar или исп. picotear.

### Немецкая кухня
Холодный стол (нем. kalte Küche — «холодная кухня») — значимый раздел немецкой кухни. Немцы едят бутерброды с колбасой, которой в Германии насчитывается более полутора тысяч сортов, на завтрак и ужин, но обед должен быть всегда горячим, и перед супом, если такой подаётся, холодные закуски не полагаются. Тем не менее, овощи, свежие или отварные, — неотъемлемая часть сервировки немецкого второго. Основательные и педантичные немцы относятся к закускам буквально: они предназначены для того, чтобы закусить пиво и перекусить между основными тремя приёмами пищи. В немецких пивных садах главными закусками помимо знаменитого брецеля являются сырная тарелка, обацда и колбасный салат. Названия немецких блюд, как правило, лишены метафоризма и упорядочены по основному ингредиенту, поэтому, например, «картофельный салат» означает картофель в той или иной салатной заправке. Классическая закуска под гессенское яблочное вино — сыр «с музыкой», маринованный в уксусе с репчатым луком. С 1960-х годов популярная мясная закуска на немецких фуршетах — ёжик из метта, свежего сырого свиного фарша с репчатым луком и приправами. Знаменитые рольмопсы, рулетики из филе маринованной сельди, по мнению немцев, — великолепное блюдо на похмельный завтрак.

### Польская кухня
Разнообразные закуски занимают большое место в польской кухне. Польские овощные, мясные и рыбные салаты обычно заправляют майонезом, сметаной и лимонным соком. Поляки любят на закуску блюда из яиц с сельдью и ветчиной, рыбу под маринадом по-гречески и заливную с хреном, а также тушёную говядину, ростбиф и паштеты. Среди горячих закусок лидируют ракушки из жареной краковской колбасы с зелёным горошком, пудинг из ветчины и гренки с ветчиной и сосисками.

### Русская кухня
Закуски появились в русской кухне в XVIII веке. Обилие и разнообразие холодных закусок считается одной из характерных черт русской кухни. В русской гастрономической культуре холодные закуски входят в меню не только обедов, но и завтраков и ужинов, закуски потребляют также в промежуточные приёмы пищи, например, в барах и буфетах. Русские издавна считали основным блюдом горячее, поэтому закуски в русской кухне предпочитали лёгкие и возбуждающие аппетит. В русской кухне традиционно выделяют три основных вида закусок: овощные, мясные и рыбные. Изначально русская кухня предпочитала овощные закуски с острым вкусом и резким или специфическим запахом, которые они приобретают за счёт содержащихся в овощах эфирных масел (редька, редис, хрен, капуста) или в результате квашения и засолки (солёные огурцы, квашеная капуста, маринованные грибы).

### Французская кухня
По мнению «короля поваров и повара королей» О. Эскофье, закуски во французской кухне в обед не имеют смысла, если в следующей подаче есть суп. Масляные и копчёные рыбные закуски и острые салаты в качестве закуски пагубно влияют на рецепторы языка, поэтому суп вслед за ними воспринимается пресным и безвкусным. Закуски у Эскофье подходят для ужина. По его сведениям, в распространении холодных закусок во Франции большую роль сыграла Россия, где было принято накрывать рядом со столовой отдельный стол для закусок к алкогольным напиткам, выпитым перед обедом. Во Франции закуски стало модным сервировать за тем же столом, где позднее сервировали обед, и закусками стали именовать обычные французские холодные блюда. Критикуя культуру закусок в целом и рыбные закуски, маринованные овощи и салаты в частности, Эскофье делает исключение только для свежей чёрной икры наивысшего качества и изысканных устриц, поданных вместе с сухими белыми винами — рейнским и бордо. Горячие закуски, по определению Эскофье, — «лёгкие первые блюда» в старой традиции, антре.

### Чешская кухня
Украшением чешского холодного стола являются с большим вкусом и изобретательностью украшенные бутерброды и канапе с различными «помазанками» из хрена, плавленого сыра и баклажанов. Овощные салаты чехи заправляют майонезом и сметаной. Самые популярные закуски к пиву в чешской пивной — «утопенцы», маринованный в масле сыр с белой плесенью гермелин, куриные и свиные зельцы с луком и уксусом, рыбные рулеты, маринованная сельдь и жареная рыба.